# Santa Maria Donna Regina Vecchia
Santa Donna Regina Vecchia je crkva u Napulju, u južnoj Italiji. Zove se Vecchia ("stara") kako bi se razlikovala od novije i susjedne crkve Santa Maria Donna Regina Nuova.
Najraniji spomen crkve na ovom mjestu datira iz 780. godine u spomen na časne sestre crkve San Pietro del Monte di Donna Regina. Crkva je tada bila sasvim blizu starog istočnog gradskog zida. Redovnice su bile bazilijanskog reda i, kada je taj red početkom 9. stoljeća napustio Napulj, položile su benediktinske zavjete. Godine 1264. papa Grgur IX.. dao je časnim sestrama dozvolu da pristupe franjevačkom redu.
Godine 1293. jak potres prouzročio je veliku štetu izvornoj građevini, a mađarska kraljica Marija, supruga napuljskog kralja, Karla II Anžuvinskog, financirala je izgradnju novog kompleksa u stilu Gotico Angioiano uz stari. Noviji kompleks poznat je kao Santa Maria Donna Regina Nuova.

## Pregled
Poput San Lorenzo Maggiore, druge franjevačke zaklade u Napulju, Donna Regina izgrađena je u talijanskoj varijanti francuskog gotičkog stila koji su favorizirali prosjački redovi u 13. i 14. stoljeću, sa šiljastim lukovima, prozorskim nizom i fasetiranom apsidom, sve nadvišen rešetkastim, drvenim krovom. U lijevom brodskom brodu nalazi se grobnica Marije Ugarske, koju je dao sagraditi njezin sin, Robert I. Anžuvinac, nakon njezine smrti 25. ožujka 1323. godine. Razrađeni gotički spomenik djelo je sienskog kipara i klesara Tina da Camaina i nepoznatog napuljskog umjetnika. Tino je radio za anžuvinski dvor između 1324. i svoje smrti 1337.; grobnica vjerojatno potječe iz sredine 1320-ih. Po svojoj strukturi i skulpturalnom programu Marijina grobnica nalikuje Tinovim nadgrobnim spomenicima u Toskani. Anđeli razmiču zastore kako bi otkrili divovski lik Kraljice, koja je odjevena u habit klarise ili franjevke, podsjećajući na njezinu dugogodišnju financijsku potporu samostanu i naglašavajući njezina nastojanja da oponaša prosjačku duhovnost općenito. Nišne figure na sarkofagu predstavljaju Marijine sinove Karla Martela, Luja od Toulousea i samog Roberta.
Značajne su i freske iz 14. stoljeća Pietra Cavallinija (zajedno s njegovom radionicom ili nekim od njegovih sljedbenika) i Filippa Rusutija, jedne od najvažnijih slika iz tog stoljeća u Napulju. Izvedene su između 1307. i 1320. godine i prikazuju, na dvije razine, priče iz života Krista i apostola. Na nižoj razini je 17 epizoda Isusa, 5 svete Elizabete i četiri svete Klare, uparene sa Posljednjim sudom, a potonji se svakako može pripisati Cavalliniju. U gornjem je šest prizora sv. Agneze. Iz istog su razdoblja, ali nepoznatih umjetnika, freske Raspeće na lijevom zidu i Navještenje na zidu prema ulazu.
Trijumfalni luk apside ima dvije freske s Raspećem; apsida ima ostatke pločnika prekrivenog majolikom iz napuljske radionice anžuvinskog doba (kasno 14. - početak 15. stoljeća). Tu je i Mučeništvo svete Uršule koje se pripisuje Francescu da Tolentinu (1520.).

## Vanjske poveznice
|  | Zajednički poslužitelj ima još gradiva o temi Santa Maria Donna Regina Vecchia |